# 다카하타 게이타
다카하타 게이타(일본어: 高畑 奎汰, 2000년 9월 16일~)는 일본의 축구 선수이다.

## 구단 경력
그는 2019년 J1리그의 오이타 트리니타에 입단했다. 9월 J3리그의 가이나레 돗토리로 임대 이적했다. 2020년 오이타 트리니타로 복귀했다. 2021년후 J2리그에 강등했다. 2023년까지 69경기에 출전하여, 5득점을 넣었다. 2024년 J1리그의 주빌로 이와타로 이적했다. 2025년 J2리그의 V-파렌 나가사키로 이적했다.